# Club Deportivo Necaxa
Le C.D. Necaxa était un club de football de Tegucigalpa au Honduras, fondé en 1954 par Wilfredo Guerra, l'ambassadeur mexicain pour le Honduras à ce moment. Il a été dissout en 2012 après avoir vendu sa place en Liga Nacional au Platense Fútbol Club.

## Honneurs
- Honduran Liga Nacional de Ascenso: 3

2008–09 C, 2009–10 A (en), 2009–10 C (en)

## Promotion
Le 23 mai 2010, le Necaxa entre en Liga Nacional pour la première fois de son histoire, en battant l'Atlético Independiente à Tegucigalpa 2-0.